# Epiphora pelosoma
Epiphora pelosoma är en fjärilsart som beskrevs av Rothschild 1907. Epiphora pelosoma ingår i släktet Epiphora och familjen påfågelsspinnare. Inga underarter finns listade i Catalogue of Life.